# Zatvoreni crkveni redovi
Zatvoreni crkveni redovi prakticiraju strogu odvojenost od vanjskog svijeta. 
Pojam klauzura je sinonim za zatvoren prostor. U Katoličkoj Crkvi zatvoreni crkveni redovi regulirani su Kodeksom kanonskoga prava, bilo latinskim kodeksom ili orijentalnim kodeksom, kao i supsidijarnim zakonima. U prošlosti je bilo ograničeno, barem u slučaju redovnica, sada se prakticira šire i prema karizmi dotične zajednice.
Navedena svrha takvoga ograđivanja je spriječiti ometanje molitve i vjerskoga života. Ovisno o razlogu i duljini vremena, obično se dobiva odobrenje od mjesnog biskupa i/ili Svete Stolice; može se ponekad dopustiti redovnicima koji tako žive da napuste odaje zbog važnog razloga i uz suglasnost nadređenih. Ovo pitanje regulirano je u okviru Kanonskog zakona i posebnih statuta koje je odobrila Sveta Stolica.
Zatvoreni redovi uključuju redovnike koji slijede Pravilo svetog Benedikta, kao što su grane Reda samog Benedikta, cistercitskog reda i trapističkog reda, ali i redovnici Karmurskog reda, hijeronimitski redovnici i neke grane karmelićanske braće, zajedno s pripadnicima Betlehemske samostanske obitelji, dok zatvoreni redovnički redovi žena uključuju redovnice koje pripadaju benediktinskim, cistercitskim, trapističkim i karmurskim redovima, također i klarise, kapucinske klarise, dominikanke, karmelićanke, augustinke, i dr. 